# Апсцес носне преграде
Апсцес носне преграде настаје уколико дође до инфекције хематома. Он може узроковати перихондритис септума, некада и коликвацију хрскавице, услед чега може доћи до деформације носне пирамиде у смислу лордозе.

## Узрок настанка
Настаје секундарном инфекцијом хематома после трауме. Може да настане и спонтано код неких инфективних болести, као што је шарлах, тифус или као компликација фурункулуса носа.

## Клиничка слика
Доминира бол, главобоља, висока температура и запушеност носа. Објективно се види оток септума обострано, а некад се оток види и споља и јако је болан на додир. Може да се спусти и на горњу усну. Као компликација може настати некроза хрскавице септума, перфорација септума или некроза и осталих хрскавица носа, које могу да доведу до његовог пада, лордозе и других деформација. Затим, може да дође до менингитиса и тромбозе sinusa cavernosusa, мада ретко.

## Дијагноза
Поставља се на основу анамнезе, клиничке слике, ОРЛ прегледа (предња риноскопија).

## Лечење
Изводе се инцизија и дренажа у различитим нивоима апсцеса. Уз то се дају високе дозе антибиотика.